# Wilhelm Visintainer

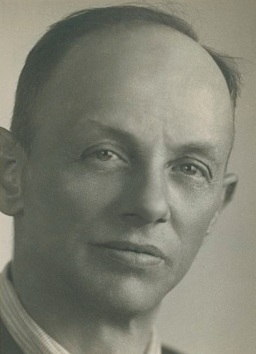
Wilhelm Visintainer (1941)

Wilhelm Visintainer (* 2. Dezember 1897 in Elberfeld) war ein Häftling im KZ Dachau, der im April 1945 als Kapo von dort die SS-Geiseln aus Sonder- und Sippenhäftlingen begleitete.

## Leben
Wilhelm Visintainer wurde 1897 als Sohn eines österreichischen Baumeisters (Peter Visintainer) und einer Deutschen (Julie Visintainer, geborene Reiwald) in Elberfeld geboren. Im Ersten Weltkrieg diente er in der Österreichischen Armee. Da sein Vater aus Tirol stammte, das nach dem Krieg Italienisch wurde, und weil er weder die Italienische noch die Deutsche Staatsbürgerschaft annehmen wollte, erhielt er 1921 als Staatenloser einen Nansenpass. Er arbeitet nach eigenen Angaben als Schiffskoch zwischen Frankreich und Nordafrika und wurde zu Beginn des Zweiten Weltkriegs in Marseilles interniert.
Einer Wiesbadener Gerichtsakte aus dem Jahr 1933 verübte er 1931–1932 in Wiesbaden, Niederlahnstein, Bonn, Beuel, Koblenz und Andernach eine große Anzahl Fahrraddiebstählen. Als Beruf ist dort „ehemaliger Fremdenlegionär und Koch“ angegeben. Aussagen von Häftlingen im KZ Dachau zufolge gab er auch an, vor dem Krieg Zirkusclown gewesen zu sein. An letzte Adresse vor dem Krieg gab Visintainer die Adresse seiner Schwester Hildegard Rosky in der Bärenstrasse 8 in Elberfeld an.
Nach der Besetzung Frankreichs durch Deutschland wurde er im Juli 1940 von den Deutschen übernommen und nach Bordeaux gebracht. Er gab an, Mitglied des Roten Kreuz zu sein, so dass ihm die Leitung eines Flüchtlingslagers übertragen wurden. Der Begünstigung der englischen Lagerinsassen beschuldigt, wurde er am 11. März 1941 verhaftet, verhört und im Mai 1941 ins Konzentrationslager Dachau eingewiesen (Häftlingsnummer 26067). Ab November 1942 wurde er dort als Übersetzer eingesetzt und im Mai 1943 zum Kapo ernannt und später im Jahr zweiter Lagerkapo. Andere Quellen geben seine Tätigkeit als Kalfaktor an. Im Lager war er unter dem Spitznamen „Kohlenklau“ bekannt und half unter anderem dabei, Nachrichten zwischen Gefangenen auszutauschen.
Im Frühjahr 1945 wurden von der SS größtenteils prominente Sonder- und Sippenhäftlinge aus verschiedenen Konzentrationslagern in Dachau zusammengelegt, um sie als Geiseln in die Alpenfestung zu bringen. Von der wurden sie in drei Gruppen am 17., 24. und 26. April 1945 zunächst in das Lager Reichenau in Innsbruck und am 27. April von dort nach Niederdorf in Südtirol gebracht. Ihre Ermordung durch die SS konnte durch Übernahme durch die Wehrmacht verhindert werden, die sie am 4. Mai den amerikanischen Truppen übergab. Die Deutschen Geiseln wurden anschließend auf der Insel Capri interniert, darunter auch Wilhelm Visintainer und der ebenfalls als Kalfaktor in Dachau tätige Bibelforscher Paul Wauer. Beide wurden später als Zeugen für die genauen Todesumstände von Georg Elser genannt.